# Matteo Lovato
Matteo Lovato (ur. 14 lutego 2000 w Monselice) – włoski piłkarz występujący na pozycji obrońca we włoskim klubie US Salernitana oraz w reprezentacji Włoch do lat 21. Wychowanek Genoi, w trakcie swojej kariery grał także w takich zespołach, jak Padova, Hellas Verona, Atalanta oraz Cagliari.